# Frans Tutuhatunewa
Frans Tutuhatunewa (wł. Frans Lodewijk Johannis Tutuhatunewa, ur. 16 lub 26 czerwca 1923, zm. 2 października 2016) – czwarty prezydent Republiki Południowych Moluków (1993–2010). Jego poprzednikem był Johan Manusama. W 2010 roku zastąpił go John Wattilete.